# Новосибирский мелькомбинат № 1
Новосибирский мелькомбинат № 1 (Мелькомбинат № 5, Комбинат хлебопродуктов № 1) — предприятие по изготовлению мучной продукции, расположенное в Октябрьском районе Новосибирска. Основан в конце 1930-х годов.

## История
Постройка предприятия началась в 1937 году, в 1943 году заработала первая мельничная секция.
В период Великой Отечественной войны мелькомбинат поставлял муку для фронта.
В послевоенные годы на мелькомбинате изготавливались высший, первый, второй сорта муки, а также манная крупа.
В ноябре 2015 года комбинат был признан банкротом, на тот момент его кредиторская задолженность составляла свыше 3,7 млрд руб. На предприятии ввели конкурсное производство.
В марте 2017 года мелькомбинат купила на аукционе за 315 млн рублей московская фирма «Первый доходный дом», после чего предприятие вышло из банкротства.
В 2018 году комплекс комбината и торговую фирму «Первый мелькомбинат» выкупила кемеровская компания «Беляевская».

## Продукция
Мелькомбинат изготавливает муку, отруби, манную крупу и т. д.

## Награды
В 1962, 1965, 1968 годах предприятию присуждались дипломы ВДНХ СССР.

## Руководители
- Заводчиков (1941—1945)
- Ф. И. Фисенко (1945—1947)
- А. И. Нестеров (1947—1952)
- Н. И. Курбатов (1952—1960)
- Н. В. Карпов (1960—1969)
- К. Н. Шейкин (1970—1973)
- М. А. Брусенцов (1974—1982)
- Г. Ф. Адамович (1982—1989)
- Э. Н. Салазков (1988—1997)
- С. А. Грибовский (1997—?)[1]
- А. В. Бобков
- И. И. Тимченко (2016-2018)
- С.И. Беляев - действующий генеральный директор